# Bosse Broberg
Bo „Bosse“ Broberg (* 6. September 1937 in Ludvika; † 26. August 2023 in Uppsala) war ein schwedischer Jazz-Trompeter.

## Leben und Wirken
Broberg begann auf dem Akkordeon, wechselte aber im Alter von 14 Jahren zur Trompete. Nachdem er schon als Schüler Bands geleitet hatte, bildete er beim Studium in Uppsala ein Quintett, das im Stil von Art Blakeys Jazz Messengers Tanzmusik für Studenten spielte. 1961 lud ihn Gugge Hedrenius ein, in seiner Band zu spielen, mit der er noch bis in die 1990er Jahre auftrat. Anfang der 1960er Jahre veröffentlichte er ein Album Choose now (u. a. mit dem Saxophonisten Christer Boustedt), das es bis in die Downbeat Polls schaffte. Zum Broterwerb spielte er in der Band von Arne Domnérus zur Dreigroschenoper, gleichzeitig aber auch viel Modern Jazz mit dem Tenorsaxophonisten Börje Fredriksson im Club Golden Circle. 1966 wurde er Leiter des Jazzdepartments im schwedischen Rundfunk, der er bis 1990 blieb. Er spielte aber auch weiter Jazz in den 1970er Jahren, zum Beispiel  mit dem Bassisten Red Mitchell, der wiederbelebten Band von Gugge Hedrenius, mit der Sandviken Big Band und ab 1982 im Quintett CBQ (Contemporary Bebop Quintett mit dem Pianisten Åke Johansson) von Christer Boustedt, das auch nach dessen Tod 1986 fortbestand und seine Arrangements spielte. In den 1990er Jahren spielte er wieder mit Red Mitchell zusammen und bildete eine eigene Gruppe Nogenja (Non Generation Jazz, der Name ist ein Protest dagegen, schon zum alten Eisen gerechnet zu werden).
Broberg starb im August 2023 im Alter von 85 Jahren.

## Preise und Auszeichnungen
Für West of the Moon 1994 (Dragon) mit Red Mitchell erhielt Broberg die Gyllene Skivan des Orkesterjournals. 2005 erhielt er den Django d’Or (Schweden) als Master of Jazz. 2011 wurde er mit dem Lars-Gullin-Preis ausgezeichnet.

## Diskographische Hinweise
- Sandvik Big Band + Bosse Broberg (Dragon, 1975)
- Bosse Broberg, Nisse Sandström, Ove Lind, Knud Jörgensen, Arne Wilhelmsson, Robert Edman: Vi älskar Ellington [We Love Ellington] (Phonadzic, 1979)
- Christer Boustedt Quintet with Bosse Broberg: Blues, Ballads & Bebop (Dragon, 1985)
- Bosse Broberg / Red Mitchell: West of the Moon (Dragon, 1993)
- The Nogenja Jazz Soloist Ensemble, Bosse Broberg: Regni (Phono Suecia, 1996)
- Bosse Broberg & The Big Band Sound of Nogenj: Hommage À Maigret (Sittel, 1997)
- A Swede in Copenhagen (1997)
- Bosse Broberg, Nogenja Jazz Soloist Ensemble: Conspiracy in Flat Five (2001)
- Bosse Broberg, Nogenja Jazz Soloist Ensemble: Zzzkaa’s Dance – Snakedreams (2012)